# Invisible Stripes
Invisible Stripes és una pel·lícula criminal estatunidenca de 1939 de la Warner Bros. i protagonitzada per George Raft com un gàngster que no pot anar lliurement després de tornar a casa des de la presó. La pel·lícula va ser dirigida per Lloyd Bacon i també compta amb William Holden, Jane Bryan i Humphrey Bogart. El guió de Warren Duff es basava en la novel·la homònima del director de presons Lewis E. Lawes, un fervent croat per la reforma penitenciaria.

## Argument
Un exconvicte que vol ser honest té dificultats per intentar reintegrar-se a la societat mentre està en llibertat condicional.

## Repartiment
- George Raft com Cliff Taylor
- Jane Bryan com Peggy
- William Holden com Tim Taylor
- Humphrey Bogart com Charles Martin
- Flora Robson com Mrs. Taylor
- Henry O'Neill com a agent de llibertat condicional
- Paul Kelly com Ed Kruger
- Lee Patrick com Molly Daniels
- Marc Lawrence com Lefty Sloan
- Joe Downing com Johnny Hudson
- Tully Marshall com vell Peter
- Margot Stevenson com Sue
- Joseph Crehan com Mr. Chasen
- Chester Clute com Mr. Butler
- John Hamilton com capità de policia Johnson
- Frankie Thomas com Tommy McNeill
- William Haade com Shrank
- Emory Parnell com policia

## Producció
La pel·lícula va ser originalment pensada per ser protagonitzada per James Cagney i John Garfield. Raft va substituir a Garfield. Holden va acabar substituint Cagney. Raft acabava de signar un contracte a llarg termini amb Warner Bros.
Durant una escena de baralla, William Holden va colpejar accidentalment George Raft i li va causar un tall.
Raft i Bogart van fer una altra pel·lícula junts l'any següent, el gran èxit de Raoul Walsh La passió cega, de nou protagonitzada per Raft i Bogart va ser quart lloc (darrera de Raft, Ann Sheridan i Ida Lupino) en un paper secundari.
Bogart i Holden van tornar a treballar junts quinze anys més tard a Sabrina, amb Audrey Hepburn.

## Recepció
La pel·lícula només va tenir un èxit menor.

## Reacció crítica
Time Out Film Guide anomena Invisible Stripes "Una història completament predictible de les tribulacions d'un exconvicte". Una crítica de New York Times de 1940 comentava la inusual manca d'escenes de presó a la pel·lícula. "Apressem-nos amb tota la gratitud a afegir que Invisible Stripes és una pel·lícula de la presó en la qual les ratlles són molt menys visibles del que és habitual, la major part de l'acció es deixa en llibertat condicional a l'exterior sota la custòdia capaç de George Raft, Jane Bryan, William Holden i Humphrey Bogart. No hi ha escenes de molí de jute, ni guàrdies d'assetjament, ni una gran seqüència de fuga de la presó; de fet, no entenem per què han commutat de sobte la nostra condemna de la durada habitual de la pel·lícula per un breu preludi de presó, un simple exercici de graduació al principi: bon comportament, potser".